# Woman Thou Art Loosed
Woman Thou Art Loosed é um filme americano de drama dirigido por Michael Schultz e escrito e produzido por Stan Foster e Reuben Cannon. É o 44° filme ou série dirigido por Schultz e foi adaptado da novela de auto-ajuda por T. D. Jakes. O filme conta a história de uma jovem mulher que deve seguir termos com uma longa história de abuso sexual, vício em drogas e pobreza. Foi dito que a história foi levemente baseada em uma relação antiga do escritor com uma colega da faculdade. Uma peça de teatro gospel escrita, dirigida e produzida por Tyler Perry precedeu o filme.